# 496 Gryphia
Gryphia è un asteroide della fascia principale del diametro medio di circa 15,47 km. Scoperto nel 1902, presenta un'orbita caratterizzata da un semiasse maggiore pari a 2,1989775 UA e da un'eccentricità di 0,0795430, inclinata di 3,78903° rispetto all'eclittica.
Stanti i suoi parametri orbitali, è considerato un membro della famiglia Flora di asteroidi.
Il suo nome è dedicato al poeta e drammaturgo tedesco Andreas Gryphius.